# Asynapta strobi
Asynapta strobi är en tvåvingeart som först beskrevs av Jean-Jacques Kieffer 1920.  Asynapta strobi ingår i släktet Asynapta och familjen gallmyggor. Inga underarter finns listade i Catalogue of Life.